# Dänische Wiek
El Dänische Wiek és una badia al sud de la Badia de Greifswald a la desembocadura del riu Ryck a l'est de la ciutat de Greifswald, a l'estat federal de Mecklenburg-Pomerània Occidental, Alemanya.
Té una amplada d'uns 2.5 quilòmetres per una llargada de 3 quilòmetres, i la costa s'estén fins a uns 4.5 quilometres. En total comprèn una superfície d'uns 8.1 km². Això comporta que només aporti un 1.6% de la superfície total de la Badia de Greifswald. Té una profunditat d'entre 0.9 i 4.6 metres, essent la mitjana de 3.87 m. El Dänische Wiek banya, per l'oest, els barris Wieck, Eldena i Ladebow de Greifswald, on també hi desemboca el riu Ryck; per l'oest limita amb els municipis de Loissin i Kemnitz.
El nom de la badia va ser donat pels monjos de l'Abadia d'Eldena. El fundador de l'abadia Jaromar I., príncep de Rügen, va instal·lar a prop de la badia monjos cistercencs danesos que el 1199 van fundar el monestir Hilda a Eldena.